# Metti, una sera a cena
Metti, una sera a cena é um filme italiano de 1969, do gênero drama, dirigido por Giuseppe Patroni Griffi. O roteiro, escrito por Dario Argento, Giuseppe Patroni Griffi e Carlo Carunchio, é baseado numa peça de teatro do próprio diretor.
A trilha sonora, composta por Ennio Morricone, é inspirada na bossa nova.

## Sinopse
Três homens e duas mulheres em ciranda amorosa durante o despertar da revolução sexual dos anos 60.

## Elenco
- Jean-Louis Trintignant.... Michele
- Lino Capolicchio.... Ric
- Tony Musante.... Max
- Florinda Bolkan.... Nina
- Annie Girardot.... Giovanna
- Silvia Monti.... atriz na entrevista coletica com a imprensa
- Milly.... cantora
- Adriana Asti.... enteada
- Titina Maselli.... mãe
- Ferdinando Scarfiotti.... filho
- Claudio Carrozza.... bebê
- Nora Ricci.... primeira atriz
- Mariano Rigillo.... comediante
- Antonio Jaia.... jovem ator

## Principais prêmios e indicações
Festival de Cannes 1969 (França)
- Indicado à Palma de Ouro (melhor filme).

Sindicato Nacional Italiano dos Jornalistas de Cinema 1979 (Itália)
- Venceu na categoria de melhor trilha sonora (Ennio Morricone).